# Маттерхорн
Ма́ттерхорн (нем. Matterhorn, итал. Monte Cervino, фр. Mont Cervin) — вершина в Пеннинских Альпах на границе Швейцарии в кантоне Вале и Италии в области Валле-д’Аоста. Высота вершины составляет 4478 метров над уровнем моря. Маттерхорн имеет примечательную четырёхгранную пирамидальную форму со стенами, обращёнными по сторонам света.
Из-за высокой технической сложности восхождения, а также страха, внушаемого вершиной, Маттерхорн стал одной из последних покорённых основных горных вершин Альп. До 1865 года различные группы альпинистов предприняли более 10 попыток взойти на его вершину, преимущественно с итальянской стороны. Первое успешное восхождение состоялось 14 июля 1865 года. Его совершила группа Эдуарда Уимпера, в которую входили также альпинисты Фрэнсис Дуглас, Дуглас Роберт Хэдоу, Чарльз Хадсон и горные гиды Мишель Кро, Петер Таугвальдер (отец) и Петер Таугвальдер (сын). Группа сумела подняться на вершину со стороны Швейцарии по гребню Хёрнли. Четверо членов группы (Кро, Хэдоу, Хадсон и Дуглас) погибли при спуске в результате обрыва верёвки. Три дня спустя, 17 июля 1865 года, Жан-Антуан Каррель и Жан-Батист Бик сумели взойти на вершину Маттерхорна с итальянской стороны по гребню Лион. Покорение Маттерхорна ознаменовало окончание «золотого века альпинизма».
Маттерхорн является популярным объектом альпинизма в Альпах. Ежегодно несколько тысяч человек пытаются взойти на вершину. Классическим и самым популярным маршрутом является восхождение по гребню Хёрнли со стороны Церматта, повторяющее путь первовосходителей. Маршрут по гребню Лион является вторым по популярности. Восхождения по остальным гребням и стенам технически гораздо более сложны, и их проводят редко.

## Физико-географическая характеристика

### Рельеф и окружающая местность
Вершина Маттерхорн расположена в Пеннинских Альпах на границе Швейцарии (в кантоне Вале) и Италии (в провинции Валле-д’Аоста). Со стороны Швейцарии ближайшим населённым пунктом к вершине является горный курорт Церматт, расположенный у подножия северной стены вершины. Со стороны Италии, у южной стены, расположен итальянский горный курорт Брёй-Червиния. Оба курорта связаны между собой перевалом Теодул высотой 3317 метров над уровнем моря, который расположен к востоку от вершины. Перевал Теодул является наиболее простым путём между Церматтом и Брёй-Червиния. Ещё в античные времена (с I века до нашей эры по V век нашей эры) он использовался как торговый и транспортный путь между Римской империей и романизированными кельтами. Седловина перевала с северной стороны покрыта ледником Теодул. Расположенный к западу от вершины перевал Фурггйох в силу большей сложности для прохождения не использовался как транспортная артерия, несмотря на то, что он ниже (3271 метр над уровнем моря).
Стены Маттерхорна крутые, и по этой причине на них мало снега и льда. Снег, выпадающий на склоны Маттерхорна, регулярно обрушивается лавинами и скапливается у подножий стен в верхних частях ледников, которые стекают с вершины со всех сторон. Наиболее крупными ледниками Маттерхорна являются ледник Тифматтен у основания западной стены, являющийся притоком ледника Цмутт, и ледник Маттерхорн у подножия северной стены. Менее крупные ледники лежат у подножий южной (нижний ледник Маттерхорна — итал. Ghiacciaio Inferiore del Cervino, фр. Glacier inférieur du Cervin) и восточной стен (безымянный ледник).
Вершина Маттерхорн расположена на водоразделе между водосборными бассейнами рек Рона с севера (через реки Цмуттбах с северного и западного склонов вершины и Горнера с восточного, которые питают реку Фурггбах, которая, в свою очередь, впадает в приток Роны реку Виспа) и По с юга (через реку Торренте Червино, впадающую в По через реки Мармор и Дора-Бальтеа).

### Высота
На 90-метровом гребне на стыке северной и южной стен Маттерхорна есть две отдельные вершины. Высочайшая точка находится на востоке гребня и носит название Швейцарская вершина. Её высота составляет 4477,5 метра над уровнем моря. На западе гребня расположена Итальянская вершина высотой 4476,4 метра над уровнем моря. Вершины получили свои имена по названию стран, из которых на них были совершены первые восхождения, а не по территориальному признаку. Обе вершины расположены на границе Швейцарии и Италии, что было зафиксировано совместной конвенцией этих стран 24 июля 1941 года.

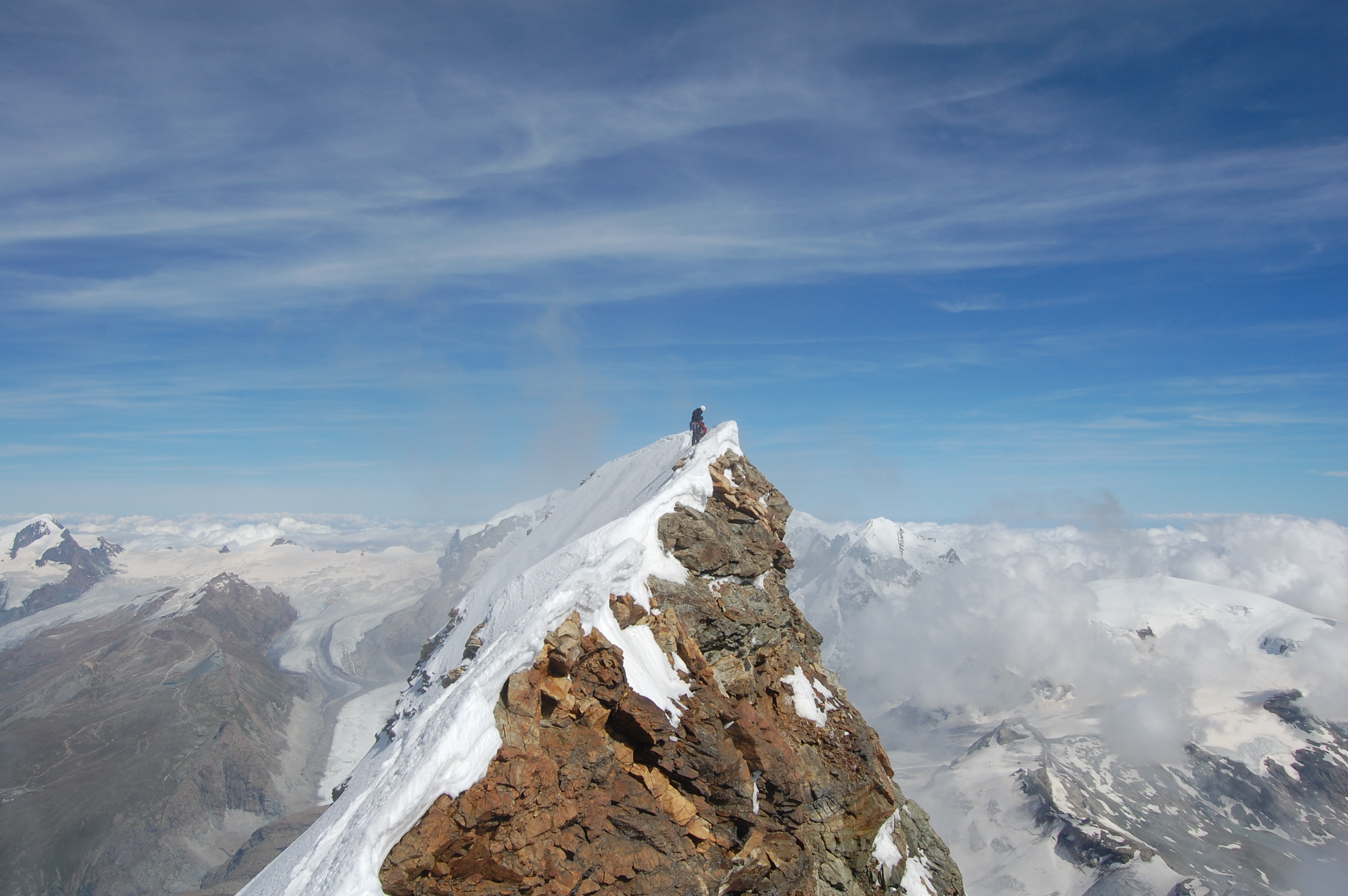
Швейцарская вершина Маттерхорна

Первое задокументированное измерение высоты Маттерхорна совершил Орас Бенедикт де Соссюр 13 августа 1792 года с ледника Теодул, используя цепь длиной 50 футов и секстант. Полученная им высота вершины составила 4501,7 метра над уровнем моря. В 1868 году итальянский инженер Феличе Джордано получил значение высоты вершины в 4505 метров с помощью ртутного барометра, который он принёс с собой при восхождении на вершину. На карте Дюфура, вышедшей вслед за итальянскими исследованиями, Швейцарская вершина имела высоту 4482 метра. В 1920-х годах высота вершины была измерена с точностью до полуметра и составила 4477,5 метра над уровнем моря. В частности, в официальном списке вершин-четырёхтысячников Альп, изданном UIAA в 1994 году, фигурирует именно эта высота. В 1999 году итальянский профессор геологии Джорджио Поретти измерил высоту вершины с точностью до сантиметра с использованием технологий GPS. Результат составил 4477,54 метра.
Относительная высота вершины составляет 1027 метров. Родительской горой по отношению к Маттерхорну считается Вайсхорн (высочайшая вершина западной части долины Маттерталь). Вершины Маттерхорн и Вайсхорн соединены гребнем с его нижней точкой высотой 3451 метр над уровнем моря на седловине перевала Коль-Дюран между вершинами Пуэнт-де-Циналь и Мон-Дюран. Ближайшей вершиной, превосходящей Маттерхорн по высоте, является Лискамм Западный (4479 метров над уровнем моря). Она расположена в 14 километрах к юго-востоку от Маттерхорна.
Вершина Маттерхорн была включена в список альпийских четырёхтысячников, впервые опубликованный австрийским альпинистом Карлом Блодигом в 1923 году и содержавший 59 вершин. В 1994 году UIAA включил вершину Маттерхорн в основной список четырёхтысячников Альп (всего в список попали 82 вершины). Согласно списку Блодига, вершина Маттерхорн десятая в списке по абсолютной высоте, в списке UIAA Маттерхорн находится на двенадцатой позиции.

### Стены и гребни
Маттерхорн имеет пирамидальную форму с четырьмя гранями, обращёнными по частям света. Три из них (северная, восточная и западная) территориально относятся к Швейцарии (долина Маттерталь), а южная стена обращена на итальянскую сторону — коммуну Вальтурнанш региона Валле-д’Аоста. Северная стена вершины повёрнута к вершине Обер-Габельхорн, расположенной в 7 километрах от Маттерхорна и отделённой от неё ледником Цмутт и долиной. У подножия северной стены вершины на высоте 1608 метров над уровнем моря расположен горный курорт Церматт. Восточная стена вершины спускается к перевалу Теодул, отделяющему её от ледника Горнер между горным хребтом Горнеграт и вершиной пик Дюфур (в 10 и 17 километрах соответственно). Западная стена Маттерхорна обращена к верхней части ледника Цмутт между вершинами Дан-д'Эран и Дан-Бланш, расположенными в 4 и 7 километрах соответственно. У подножия южной стороны вершины расположен итальянский горный курорт Брёй-Червиния. Маттерхорн не является четырёхгранной пирамидой идеальной формы, так как северная и южная стены вершины шире, чем восточная и западная. В верхней части вершины северная и южная стены образуют гребень протяжённостью около 90 метров, который соединяет между собой восточную и западную стены. Все стены Маттерхорна крутые, с практически вертикальными участками ближе к вершине.
|                |                 |             |                |
| Северная стена | Восточная стена | Южная стена | Западная стена |

Все гребни Маттерхорна имеют собственные названия.

Северо-западный гребень называется Цмуттграт, или Цмутт (нем. Zmuttgrat). Длина гребня составляет около трёх километров. В основной части гребень не очень крутой, его максимальная крутизна составляет около 37°. В верхней части гребень становится практически вертикальным, что делает восхождение по нему «напрямую» очень сложным.
Юго-западный гребень носит название Лион (англ. Lion, также распространено название на немецком языке Löwengrat). Гребень крутой на всём протяжении. В верхней части гребня расположена второстепенная вершина — пик Тиндаль. От пика часть пути идёт практически по горизонтальной поверхности, но затем дорога уходит в вертикальный склон.
Юго-восточный гребень называется Фюргген (нем. Fürggen). Длина гребня около 1,7 километра, средняя крутизна склона составляет 43,5°. Верхняя часть гребня практически вертикальна.
Северо-восточный гребень называется Хёрнли (нем. Hörnligrat). Нижняя часть гребня достаточно пологая и удобная для ходьбы. Далее склон становится более крутым, но на гребне существуют естественные ступени.

### Геология
Структурная геология Маттерхорна иллюстрирует многообразие различных тектонических покровов, формирующих Альпы. Маттерхорн состоит из нескольких слоёв, содержащих как океанические, так и континентальные пласты, которые, двигаясь на север, формировали регион во времена Альпийской складчатости третичного периода.
Верхняя часть Маттерхорна, начиная с высоты 3400 метров над уровнем моря, относится к покрову Дан-Бланш, представляющему собой остатки части Адриатической плиты, которая оторвалась от Африканской плиты в Северной Африке во время формирования современного Средиземного моря. Вершина Маттерхорна сложена из палеозойских гранитных гнейсов и сланцев. В основании горы лежит узкая полоса базальта и габбро юрского и мелового периодов, залегающая под слоями известняка и кристаллических сланцев, пришедших со дна древнего океана Тетис.
Современная форма Маттерхорна была сформирована под влиянием эрозии в течение последнего миллиона лет. В летнее время снежный покров на горе таял, проникая в горные породы. Зимой вода замерзала, и образовывались трещины. С течением времени гора разрушалась, принимая современные очертания. Примечательная форма Маттерхорна дала гляциологии новый термин «пирамидальная вершина», означающий крутой пик, состоящий как минимум из трёх стен.

### Климат
Благодаря расположению вершины на основном альпийском водоразделе, а также её большой высоте, для Маттерхорна характерны стремительные изменения в погоде. На вершине Маттерхорна даже в летнее время лежит постоянный снежный покров и стоит отрицательная температура. Так как Маттерхорн является изолированной вершиной, то на нём часто образуются облака в виде флагов или баннеров (англ. banner clouds).
Маттерхорн является объектом пристального внимания для изучения последствий глобального потепления и влияния изменения климата на окружающую среду. В частности, во время погодной аномалии в Европе в 2003 году таяние льдов спровоцировало обширные камнепады, в результате чего пришлось проводить спасательные работы по эвакуации нескольких десятков альпинистов. В целом, по наблюдениям учёных, снежный покров на вершине за несколько десятков лет значительно сократился. В 2007 и 2011 годах на соседней вершине Малый Маттерхорн группой учёных из Швейцарской высшей технической школы Цюриха с использованием специального оборудования проводились исследования природы осадков в регионе.

## История Маттерхорна

### Происхождение названия
Название Matterhorn произошло от немецких слов matte (луг, пастбище), которое обозначает большую, заросшую травой долину у подножия вершины в ущелье Горнер (в долине расположен горный курорт Церматт), и horn (пик). Впервые такое название зафиксировано в 1682 году. С 1740 года в немецком языке вершина упоминается только под именем Matterhorn.

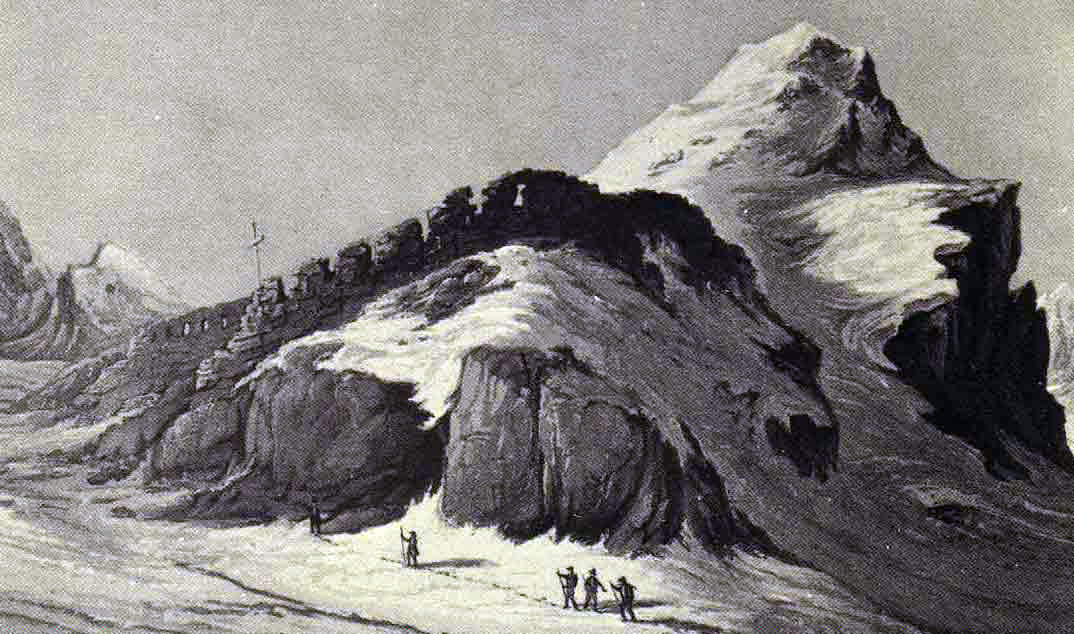
Перевал Теодул (1800 год)

Французское название, по наиболее широко распространённому мнению, произошло от латинского Mons Silvius, или Mons Silvanus (от лат. mons — перевал, что могло относиться к перевалу Теодул, проходимому ещё древними римлянами (позднее это слово стали переводить как гора), silvanus — лесной). По одной из ранних версий, описанной в XVI веке, первоначальное название вершины Mons Silvius могло произойти от имени римского претора Сервия Сульпиция Гальбы, который пересёк перевал Теодул по приказу Цезаря. Позднее это название трансформировалось в Mons Servinus, и окончательно превратилось в Cervin во французском языке из-за ошибки в транскрипции первой буквы s на c (которые в данном случае звучат одинаково в этом языке) Орасом Бенедиктом де Соссюром. Итальянское название Cervino произошло от французского.
По другой теории, название произошло от имени Сервена (Cervin) — персонажа романа «Гаргантюа и Пантагрюэль», который сопровождал великана Гаргантюа в Швейцарии. Согласно роману, Гаргантюа наступил на гору, оставив от неё только пирамидальную верхушку, которая впоследствии получила имя его спутника.
Также известно название вершины как Horu, или ds Horu, в валлисском диалекте, которое используется местными жителями.
На русский язык название вершины традиционно передаётся как Маттерхорн. В «Энциклопедическом словаре Брокгауза и Ефрона» вершина упоминается под именем Маттергорн.

### Изучение Маттерхорна в XVI — первой половине XIX веков
Первое упоминание о Маттерхорне появилось в работе De Prisca ac Vera Alpina Raethi одного из самых первых исследователей Альп швейцарского топографа и историка Эгидия Чуди, опубликованной в Базеле в 1538 году. Будучи студентом, Чуди прошёл через перевал Теодул во время своего путешествия по Альпам. Однако в его работе не было уделено особого внимания вершине как таковой, преимущественно он описал весь регион в целом.

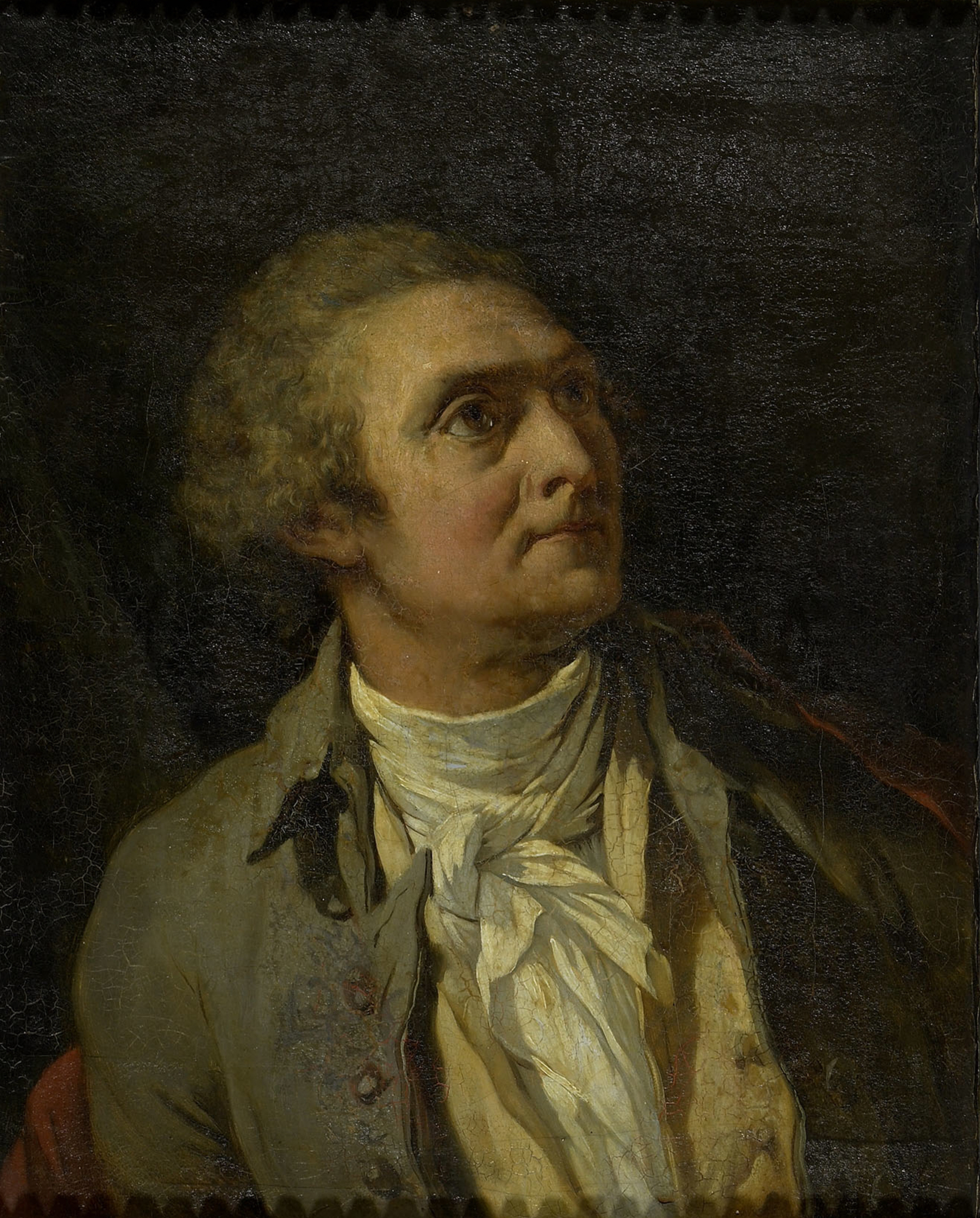
Портрет Ораса Бенедикта де Соссюра (гравировка по дереву, сделанная Э. Уимпером)

После публикации Эгидия Маттерхорн оставался без внимания учёных на протяжении более чем двух столетий, до тех пор, пока швейцарский геолог Орас Бенедикт де Соссюр не обратил внимание на вершину во время своего путешествия из Аяса в Брёй-Червиния. Соссюр был впечатлён особой формой вершины в виде пирамиды и её крутыми склонами и сделал вывод, что восхождение на вершину невозможно. Во время второго путешествия к Маттерхорну в августе 1792 года он прибыл в Вальтурнанш, откуда отправился на перевал Теодул. На перевале он провёл 3 дня, изучая структуру поверхности Маттерхорна. Кроме этого, он сделал первую попытку измерения высоты вершины, получив значение 4501,7 метра над уровнем моря, а также собрал некоторые образцы горных пород, растений и насекомых. В эти дни ему также удалось совершить восхождение на вершину Малый Маттерхорн высотой 3883 метра.
Маттерхорн был упомянут в путеводителе по Швейцарии «Anleitung, auf die nützlichste und genussvollste Art in der Schweitz zu reisen» немецкого географа и геолога Иоганна Готфрида Эбеля, изданном в Цюрихе в 1793 году и переведённом на английский язык в 1818 году. В книге Эбель описал долину Церматта как потенциально интересную для туристов, а вершину Маттерхорн он назвал одним из наиболее великолепных и прекрасных мест в Альпах. Также в путеводителе приводится три разных варианта названия вершины: Silvius, Matterhorn и Mont Cervin.

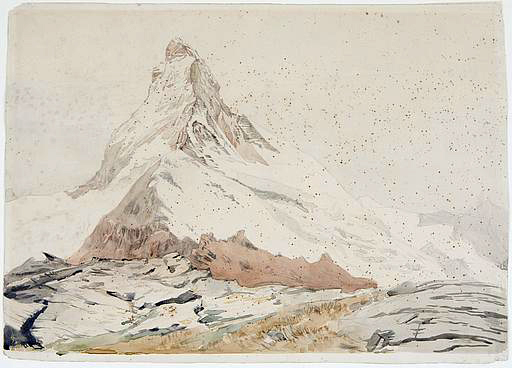
Картина Джона Рёскина «Маттерхорн» (1849 год)

В первой половине XIX века регион Церматта и Брёй-Червиния был неоднократно посещён различными европейскими исследователями и путешественниками, многие из которых прошли через перевал Теодул. Исследователи описывали регион в своих трудах, проводили научные исследования в части минералогии, ботаники и геологии региона, рисовали картины и карты, собирали истории местных жителей. С 1835 по 1855 год Кристиан Мориц Энгелхардт, посетивший окрестности Маттерхорна более 10 раз, написал две книги с описанием региона, нарисовал несколько панорам и карт и составил подробное описание минерального и ботанического состава окружающей Маттерхорн местности. В середине XIX века Гюстав Штудер совместно с профессором Ульрихом описал и картографировал топографические особенности вершин Церматта, включая Маттерхорн. В это же время известный английский художник и писатель Джон Рёскин создал серию пейзажей Маттерхорна, которые произвели сильное впечатление на образованную элиту Англии и повысили интерес к вершине.
До первых попыток восхождения на вершину Маттерхорн многими исследователями и путешественниками признавался неприступным. Альпинисты, прибывавшие в Церматт, пытались штурмовать другие вершины, окружающие долину, обходя Маттерхорн своим вниманием. Даже после того, как был предпринят ряд серьёзных попыток восхождения на Маттерхорн, в предисловии к первому выпуску «Альпийского журнала» в Лондоне в 1863 году редактор Херефорд Брук Джордж написал: «в то время, когда все объекты, представляющие интерес в Швейцарии, будут покорены, Маттерхорн всё ещё будет оставаться… непокорённым и, очевидно, непобедимым».

### История восхождений

#### Первые попытки
В 1857—1859 годах было совершено несколько первых серьёзных попыток восхождения на Маттерхорн, в основном с итальянской стороны, по гребню Лион, но ни одна из них не увенчалась успехом. Несмотря на то, что визуально гребень Лион кажется проще, восхождение по нему технически сложней. Наибольшего успеха в этот период добилась экспедиция в составе Жан-Антуана, Жан-Жака и Виктора Каррелей, Габриеля Макинья и Аме Горре, которая поднялась до высоты 3850 метров с итальянской стороны (это место впоследствии было названо «Дымоход», англ. «Chimney»).
В июле 1860 года трое братьев из Ливерпуля, Альфред, Чарльз и Сэндбах Паркеры, предприняли попытку восхождения из Церматта по восточной стене вдоль северо-восточного гребня Хёрнли без гидов. Им удалось достичь высоты 3500 метров, но облачность и сильный ветер вынудили их вернуться обратно.
В августе 1860 года Вон Хокинс с Джоном Тиндалем в сопровождении гидов Жан-Жака Карреля и Иоганна Йозефа Беннена попытались подняться на вершину по юго-западному гребню Лион. Перед этим, в 1859 году, Хокинс совместно с Бенненом исследовали гору и пришли к выводу, что этот гребень ведёт на вершину. В верхней части их маршрут повторял путь первых восхождений 1857—1859 годов. Группе Хокинса удалось подняться на 110 метров выше, до «Большой Башни» (англ. «Great Tower») на высоте 3960 метров (при этом Беннен и Тиндаль продолжили путь и остановились на отметке 3980 метров).
В июле 1861 года братья Паркеры предприняли вторую попытку восхождения по тому же маршруту, что и год назад, но смогли подняться выше своего предыдущего достижения всего на 60 метров. После этой экспедиции они признали, что могли бы зайти выше, но сложность дальнейшего пути, согласно их наблюдениям, только увеличивалась. Попыток восхождения на Маттерхорн они более не предпринимали.
29—30 августа 1861 года первую попытку восхождения на Маттерхорн предпринял Эдуард Уимпер. Предварительно изучив гору, Уимпер сделал вывод, что за один день совершить восхождение невозможно. В первый день он решил заночевать как можно выше и продолжить путь на следующее утро. 28 августа Уимпер с гидом встретились с Жан-Антуаном и Жан-Жаком Каррелями, которые уже предпринимали несколько попыток восхождения на Маттерхорн. Обе группы заночевали у подножия горы. На следующий день Каррели выступили первыми, решив не дожидаться Уимпера и его горного гида. Им удалось достичь высоты 4030 метров (место Крет-дю-Кок), что было лучшим результатом на тот период. Уимпер и его гид последовали по тому же пути. Остановившись на ночёвку на леднике на перевале Коль-дю-Лион на высоте 3660 метров, они продолжили путь на следующее утро, но сумели подняться только до «Дымохода» (3850 метров), повторив тем самым достижение первых восходителей. Не сумев значительно продвинуться дальше, они решили вернуться и к полудню 30 августа уже спустились в Брёй-Червиния. Это была последняя попытка восхождения в 1861 году.

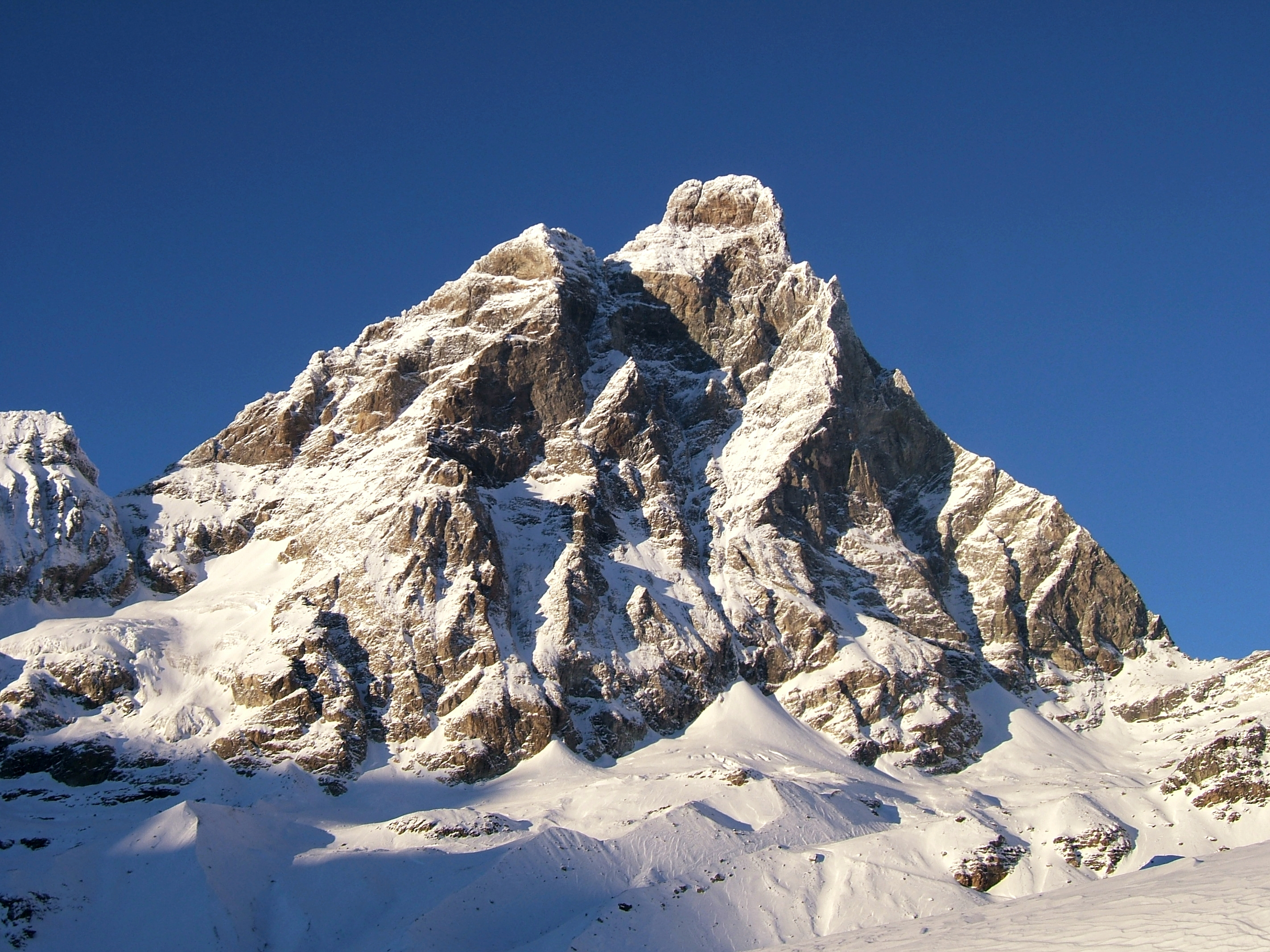
Южная стена Маттерхорна. Слева направо — пик Лион, перевал Коль-дю-Лион, «Дымоход» (первая «ступенька»), «Большая Башня» (вторая «ступенька»), Крет-дю-Кок (третья «ступенька»), Крават (четвёртая «ступенька»), Пик Тиндаль, Маттерхорн

В январе 1862 года английский альпинист из Лидса Томас Стюарт Кеннеди с гидами Петером Перреном и Петером Таугвальдером (старшим) предпринял первую попытку зимнего восхождения. Он предположил, что зимой восхождение может быть проще. Группа начала восхождение на вершину по северному склону вдоль гребня Хёрнли, по тому же маршруту, по которому в 1860 и 1861 годах пытались пройти братья Паркеры. Однако погодные условия на склоне оказались гораздо суровей, чем летом, и, дойдя до высоты 3350 метров, группа вернулась обратно.
В июле 1862 года Эдуард Уимпер вернулся в Брёй-Червиния, чтобы продолжить попытки штурма вершины. За месяц он предпринял 5 попыток восхождения, но ни одна из них не закончилась восхождением на вершину. Как и в 1861 году, все его восхождения длились по 2 дня.
Первая попытка была предпринята им 6 июля 1862 года совместно с Реджинальдом Макдональдом и гидами Иоганном Цумтаугвальдом, Иоганном Кронигом и Люком Мейне по тому же маршруту, который Уимпер пробовал в прошлом году. Их путь, осложнённый тяжёлыми погодными условиями (сильный ветер и метель) и сильно обледеневшими скалами, оказался сложней, чем в августе 1861 года. Во время подъёма Крониг поскользнулся и едва не сорвался вниз на скалы. Тем не менее, группе удалось дойти до места прошлогодней стоянки Уимпера, где они решили остановиться на ночь. Ночёвка была тяжёлой, несмотря на то, что всю зиму Уимпер потратил на разработку новой палатки. На следующее утро Цумтаугвальд и Крониг заявили, что дальше они не пойдут. Группа возвратилась в Брёй-Червиния после полудня 7 июля. Уимпер впоследствии назвал эту попытку «полным провалом».
9 июля Уимпер и Реджинальд, сопровождаемые гидами Жан-Антуаном Каррелем и Пессьоном, предприняли вторую попытку восхождения. Так как погодные условия были лучше, им удалось устроить ночёвку выше, в 30 метрах ниже «Дымохода» (на высоте около 3820 метров). На следующее утро, после того, как они поднялись немного выше, до 3960 метров, Пессьону стало плохо, и после недолгого ожидания группа возвратилась в Брёй-Червиния. После этого Уимпер предпринял ещё три попытки восхождения: 18—19 июля (в одиночку), 23—24 июля (с Ж.-А. Каррелем, Ц. Каррелем и Л. Мейне) и 25—26 июля (с Л. Мейне). Все они закончились неудачно. Тем не менее, во время последней попытки Уимперу удалось достичь высоты 4100 метров (место Крават), до которой ещё никто не доходил.
27—28 июля группа профессора Джона Тиндаля (в которую также входили гиды Беннен, Уолтер, Ж.-А. Каррель, Ц. Каррель и другие) сумела достичь промежуточной вершины Маттерхорна высотой 4241 метр, которая потом получила название Пик Тиндаль. Однако когда они продолжили свой дальнейший путь, то были остановлены глубокой расщелиной. Не сумев её преодолеть, они были вынуждены вернуться обратно. Тем не менее, им удалось достичь высоты 4258 метров, что стало максимальной отметкой для всех неудавшихся первых попыток восхождения. Рекорд Уимпера продержался всего 2 дня.
В 1863 году Уимпер вернулся в Брёй-Червиния, чтобы в очередной раз попытаться подняться на вершину. 10 августа 1863 года, в сопровождении Ж.-А. Карреля, Ц. Карреля, Л. Мейне и двух носильщиков, он попытался пройти по тому же самому маршруту, по которому пробовал подняться в предыдущие 6 попыток. Дойдя до перевала Коль-дю-Лион, они обнаружили, что скалы покрыты льдом, так как в предыдущие дни на горе была плохая погода. Тем не менее, они продолжили восхождение. Когда они достигли подножия «Большой Башни», погода внезапно начала портиться: температура воздуха резко снизилась, возник сильный туман, начался снегопад. Они были вынуждены остановиться и установить палатку. Не имея возможности как продолжить путь, так и вернуться из-за плохой погоды, они были вынуждены провести около 26 часов в палатке. На следующий день они продолжили путь вверх, но смогли дойти только до Крет-дю-Кок на высоте 4050 метров. В Брёй-Червиния они возвратились после полудня.
После этой экспедиции Уимпер на 2 года оставил попытки взойти на вершину Маттерхорна. В июне 1865 года он вновь прибыл в Брёй-Червиния, чтобы попытаться подняться на вершину не по гребню, а по южной стене. Рано утром 21 июня 1865 года Уимпер и гиды Мишель Кро, Кристиан Альмер, Франц Диенер и Люк Мейне начали подъём. Спустя несколько часов, рядом с ними произошло несколько камнепадов. Никто из группы не пострадал, однако было принято решение вернуться обратно. Это была восьмая неудачная попытка Уимпера восхождения на Маттерхорн.

#### Первое восхождение на Маттерхорн

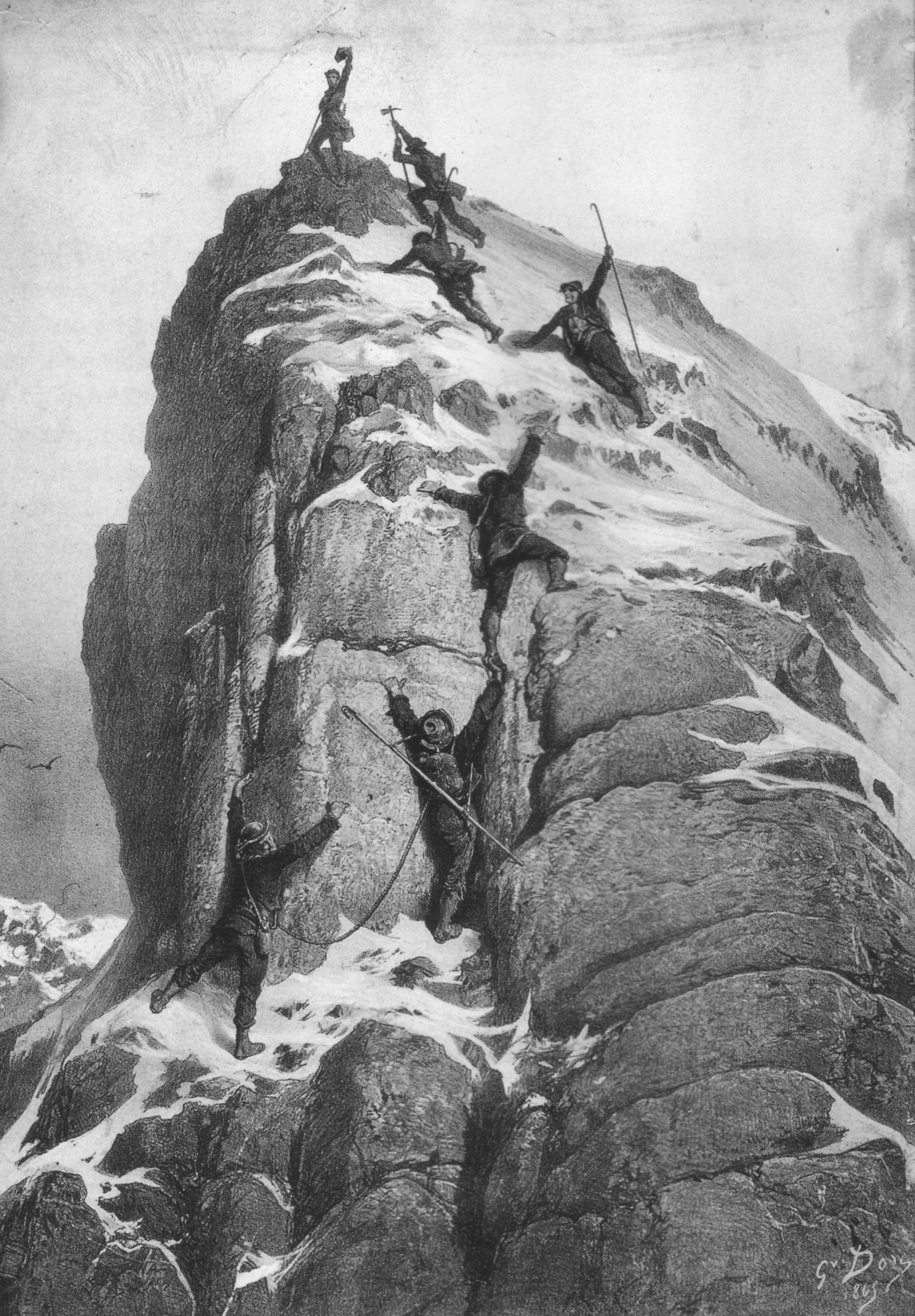
Первое восхождение на Маттерхорн (Гюстав Доре, 1865)

После последней неудачи Уимпер вместе со своими гидами несколько недель провёл в попытках восхождений на другие альпийские вершины. 7 июля 1865 года он вновь прибыл в Брёй-Червиния, чтобы в очередной раз попытаться взойти на вершину, но в этот раз уже со стороны Церматта. В Брёй-Червиния он попытался убедить Жан-Антуана Карреля попробовать новый путь. Каррель не хотел оставлять попытки взойти на вершину по старому маршруту, но согласился сопровождать Уимпера на том условии, что если восхождение по новому маршруту не увенчается успехом, то они вернутся вместе к старому. Они договорились выступить из Брёй-Червиния в Церматт рано утром 9 июля через перевал Теодул с тем расчётом, чтобы 10 июля устроить ночёвку на восточной стене как можно выше. Однако спустя 2 дня Каррель отказался от участия, так как был нанят итальянскими альпинистами для восхождения по гребню Лион.
Двумя годами ранее в замке Валентино в Турине прошло секретное собрание с целью обсуждения проекта образования итальянского альпийского сообщества. В собрании приняли участие итальянские высокопоставленные чиновники и учёные: Квинтино Селла, Бартоломео Гастальди, Феличе Джордано и другие. Кроме вопросов образования сообщества, они также обсудили приоритетную вершину для восхождения. Ею стала вершина Маттерхорн как последний из «великих» непокорённых альпийских четырёхтысячников. В июле 1865 году Феличе Джордано прибыл в Брёй-Червиния и нанял Жан-Антуана Карреля и его команду для восхождения с итальянской стороны. До тех пор, пока Уимпер не встретил Джордано, Карреля и других утром 9 июля, он не подозревал о существовании конкуренции со стороны итальянского альпийского сообщества.

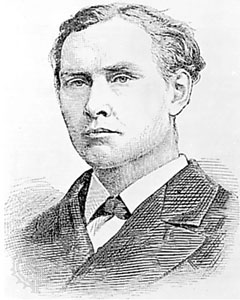
Эдуард Уимпер

Уимперу пришлось выдвинуться в Церматт 10 июля без Карреля. 11 июля, после полудня, он прибыл в Церматт, где встретил группу лорда Фрэнсиса Дугласа, которая только что вернулась с успешного восхождения на Обер-Габельхорн. Уимпер рассказал Дугласу цель своего прибытия в Церматт, и Дуглас решил сопровождать его.
13 июля 1865 года в 5:30 утра группа (Эдуард Уимпер, лорд Фрэнсис Дуглас, Дуглас Роберт Хэдоу, Чарльз Хадсон, горные гиды Мишель Кро, Петер Таугвальдер (отец), Петер Таугвальдер (сын)) стартовала из Церматта. Погода стояла ясная и безветренная. Спустя 6 часов они подошли к основанию гребня Хёрнли. В полдень они разбили лагерь на высоте около 3350 метров над уровнем моря. Младший Таугвальдер и Кро решили разведать дальнейший путь для того, чтобы на следующий день сэкономить время. Спустя несколько часов они вернулись очень воодушевлёнными, уверяя, что дальнейший путь вверх не представляет особой сложности.
Ничего, кроме того, что ничего сложного, ни единого препятствия! Мы могли бы легко подняться на вершину и вернуться сегодня!Оригинальный текст (англ.)Nothing but what was good; not a difficulty, not a single difficulty! We could have gone to the summit and returned today easily!
На следующее утро, как только стало достаточно светло, чтобы можно было идти, группа продолжила восхождение. Первая часть подъёма была похожа, по воспоминаниям Уимпера, на большую лестницу. К 10 часам утра группа достигла высоты 4270 метров. Несколько раз они уходили с гребня на северную стену, обходя его наиболее сложные участки. Ближе к вершине подъём стал сложней, но средняя крутизна маршрута не превышала 40°. 14 июля, в 1:40 после полудня, Уимпер и Кро ступили на вершину Маттерхорна. Уимпер первым делом проверил снег вдоль всей поверхности гребня на вершине, но он оставался нетронутым. Спустя некоторое время Уимпер заметил далеко внизу поднимавшуюся с итальянской стороны группу Карреля. Группа Уимпера была на вершине первой.
Чем выше мы поднимались, тем сильней становилось волнение. А если нас обойдут в самый последний момент? Уклон стал меньше, и, наконец-то, мы смогли отвязаться. Вместе с Кро мы припустили на вершину в гонке, которая закончилась вничью. В 1:40 пополудни мир был у наших ног, и Маттерхорн был взят. Ура! Ни одного отпечатка следов не было видно.Оригинальный текст (англ.)The higher we rose, the more intense became the excitement. What if we should be beaten at the last moment? The slope eased off, at length we could be detached, and Croz and I, dashing away, ran a neck-and-neck race, which ended in a dead heat. At 1.40 p.m. the world was at our feet, and the Matterhorn was conquered. Hurrah! Non a footstep could be seen.

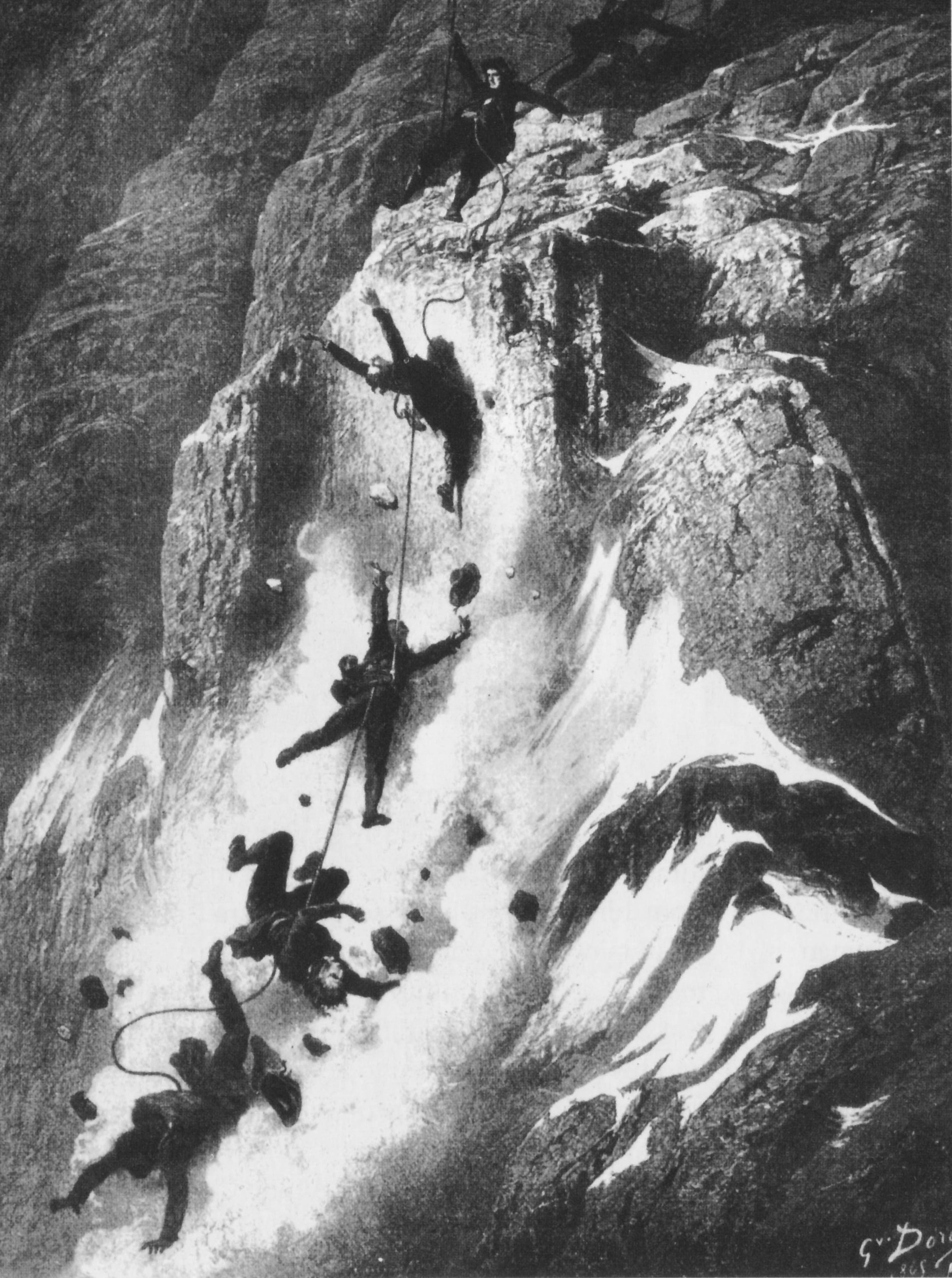
Падение Кро, Хэдоу, Хадсона и Дугласа с Маттерхона (Гюстав Доре, 1865)

Уимпер со своей группой провёл на вершине около часа. Построив пирамиду из камней, они начали спускаться. Первым в связке шёл Кро, за ним Хэдоу, Хадсон, Дуглас, Таугвальдер-старший, Уимпер и Таугвальдер-младший. Спустя несколько минут после начала спуска Хэдоу поскользнулся и упал вниз, сбив с ног Кро. Хадсон и Дуглас не удержались под весом Кро и Хэдоу и упали вслед за ними. Уимперу и Таугвальдерам удалось удержаться на склоне, но верёвка, соединявшая Таугвальдера-старшего с Дугласом, оборвалась, и все четверо их товарищей упали в пропасть. Спустя некоторое время Уимпер и Таугвальдеры продолжили спуск. Не успев завершить спуск в тот же день, они провели на склоне всю ночь и в Церматт вернулись только на следующий день. Место, куда упали 4 альпиниста, им так и не удалось найти.
На следующий день, 16 июля, была организована спасательная операция. Тела Кро, Хэдоу и Хадсона были найдены на леднике Маттерхорн более чем в 1000 метрах по вертикали вниз от места, откуда они сорвались. Тело лорда Фрэнсиса Дугласа так никогда и не было найдено. Поисковый отряд похоронил тела троих альпинистов под снегом на леднике. Спустя три дня, 19 июля, тела были перенесены вниз и похоронены на церковном кладбище в Церматте.
Первое восхождение на Маттерхорн вызвало широкий общественный резонанс — во многом из-за своего трагического исхода. Один из гидов, старший Петер Таугвальдер, обвинялся в смерти четырёх альпинистов. По одному из обвинений, он перерезал верёвку, соединяющую его и Фрэнсиса Дугласа, по другому — верёвка между ним и Дугласом была недостаточно прочна. Однако подозрения не подтвердились, и Петер был оправдан. Королева Соединённого королевства Великобритании и Ирландии Виктория намеревалась после смерти своего подданного Фрэнсиса Дугласа запретить восхождения английских альпинистов на Маттерхорн для того, чтобы избежать дальнейших ненужных жертв. Однако этот запрет так и не был наложен, а успех и трагедия группы Уимпера повысили интерес к вершине среди альпинистов.
Маттерхорн стал последней покорённой вершиной в списке самых известных гор в Альпах. По этой причине, восхождение Уимпера и его группы на вершину было названо окончанием «золотого века альпинизма».

#### Второе восхождение на Маттерхорн
После секретного собрания итальянского альпийского сообщества в Турине в 1863 году Феличе Джордано начал подготовку к восхождению на Маттерхорн. В 1864 году он прибыл сначала в Церматт, а затем в Брёй-Червиния. После изучения возможных путей восхождения на Маттерхорн и знакомства с Жан-Антуаном Каррелем он отправился в Бьеллу, где встретился с Квинтино Селлой. На встрече Селла окончательно утвердил кандидатуру Джордано для восхождения на Маттерхорн в 1865 году.

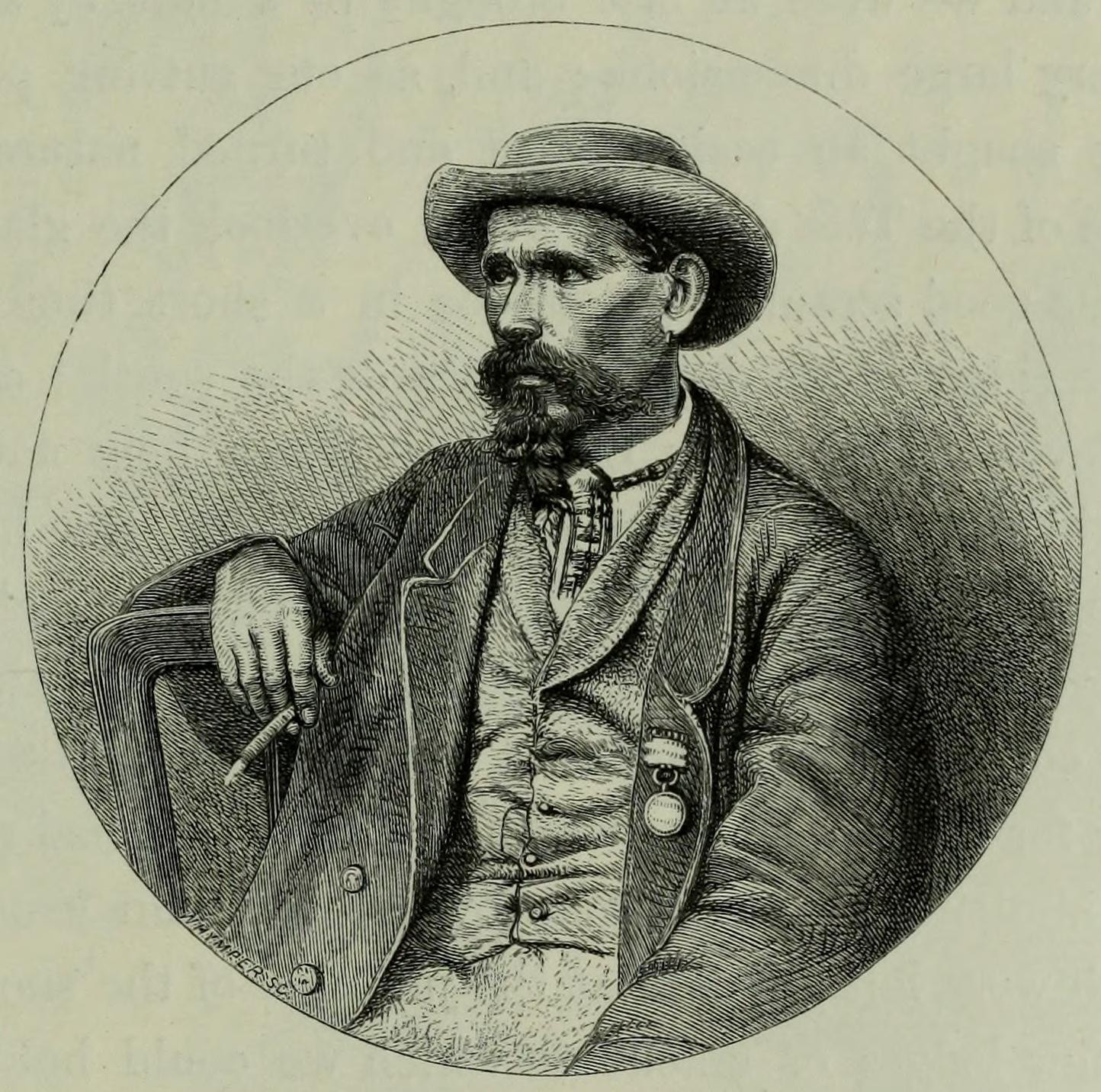
Жан-Антуан Каррель (изображение из книги Э. Уимпера Scrambles Amongst the Alps)

8 июля 1865 года Джордано прибыл в Брёй-Червиния и нанял Жан-Антуана Карреля для восхождения на Маттерхорн по гребню Лион. Каррель согласился, несмотря на то, что у него уже была договорённость с Уимпером о попытке восхождения со стороны Церматта. На восхождение отправились только гиды. Жан-Антуан Каррель, Цезарь Каррель, Габриель Макинья выступили рано утром 11 июля. Джордано не принимал участия в восхождении, но наблюдал за его ходом через телескоп.
Альпинисты дошли до подножия «Большой Башни» (3960 метров над уровнем моря), где они были вынуждены остановиться на несколько дней из-за плохой погоды. Они смогли возобновить восхождение только 13 июля, когда погода прояснилась. Немного продвинувшись 13 июля, они продолжили восхождение на следующий день. Когда им оставалось до вершины около 200 метров, они неожиданно услышали крики, доносящиеся сверху, а затем увидели Уимпера и Кро на вершине Маттерхорна. Каррель решил, что продолжать восхождение нет смысла, и начал спуск. В Брёй-Червиния они вернулись поздним утром 15 июля.
Несмотря на то, что победу в гонке за первое восхождение на вершину одержали англичане, Джордано считал, что они должны попытаться завершить начатое и доказать, что восхождение по юго-западному гребню возможно. Ему удалось убедить Карреля совершить ещё одну экспедицию. В итоге Каррель согласился. Жан-Антуан Каррель, Жан-Батист Бик, Аме Горре и Жан-Огюстен Мейне вышли из Брёй-Червиния утром 16 июля. В этот раз Джордано захотел принять участие в восхождении, но Каррель отказался его брать, мотивируя это его слабой физической подготовкой. В первый день группа устроила ночёвку в том же самом месте, что и в прошлый раз. На следующий день они продолжили путь. Подойдя к месту, до которого дошла группа Тиндаля в 1863 году, они, по настоянию Карреля, перешли на западный склон вершины и начали восхождение по траверсу. Дойдя по крутому склону до относительно ровного участка вблизи вершины, Горре и Мейне остановились для страховки. Каррель и Бик продолжили восхождение и стали первыми альпинистами, поднявшимися на вершину Маттерхорна с итальянской стороны. На следующий день, 18 июля, они вернулись в Брёй-Червиния.

#### Восхождения на Маттерхорн по другим маршрутам

##### Восхождения по гребням
Первое прямое восхождение по гребню Лион без траверса на западную стену совершили 13 сентября 1867 года гиды Жан-Жозеф и Жан-Пьер Макинья. Их путь стал первым восхождением, полностью пролегавшим по территории Италии. В следующем году, 28 июля 1868 года, Джон Тиндаль в сопровождении Ж.-Ж. и Ж.-П. Макинья совершил первый полный траверс вершины, поднявшись на Маттерхорн из Брёй-Червиния по гребню Лион и спустившись по гребню Хёрнли в Церматт. Полный траверс в обратном направлении был совершён через неделю, 3 августа 1868 года, гиды Ж.-Ж. Макинья, Виктором Макинья и Эли Пессьоном, сопровождавшими Франсуа Тьоли и О. Хойлера. 22 июля 1871 года Люси Уокер стала первой женщиной, взошедшей на вершину Маттерхорна. Она совершила восхождение в сопровождении своего отца Фрэнка Уокера, а также Фредерика Гардинера. Группу вели гиды Генрих и Мельхиор Андерегги, Никлаус Кнубель, Петер Кнубель и Петер Перрен. 5 сентября 1871 года другая альпинистка, Мета Бревурт, совместно со своим племянником Уильямом Кулиджем, Кристианом Альмером и его сыном Ульрихом Альмером и Никлаусом Кнубелем, совершила полный траверс вершины из Церматта в Брёй-Червиния. Первое зимнее восхождение по гребню Лион было совершено 17 марта 1882 года итальянцем Витторио Селла в сопровождении гидов Ж.-А., Ж.-Б. и Л. Каррелей. Через 12 лет, в 1894 году, Александер Бургенер, К. Симон и Алоис Поллингер совершили первое зимнее восхождение по гребню Хёрнли. В 1898 году первое одиночное восхождение по гребню Хёрнли совершил Вильгельм Паулькке, а в 1936 году итальянский альпинист Джусто Джервазутти совершил первое зимнее одиночное восхождение по этому гребню.

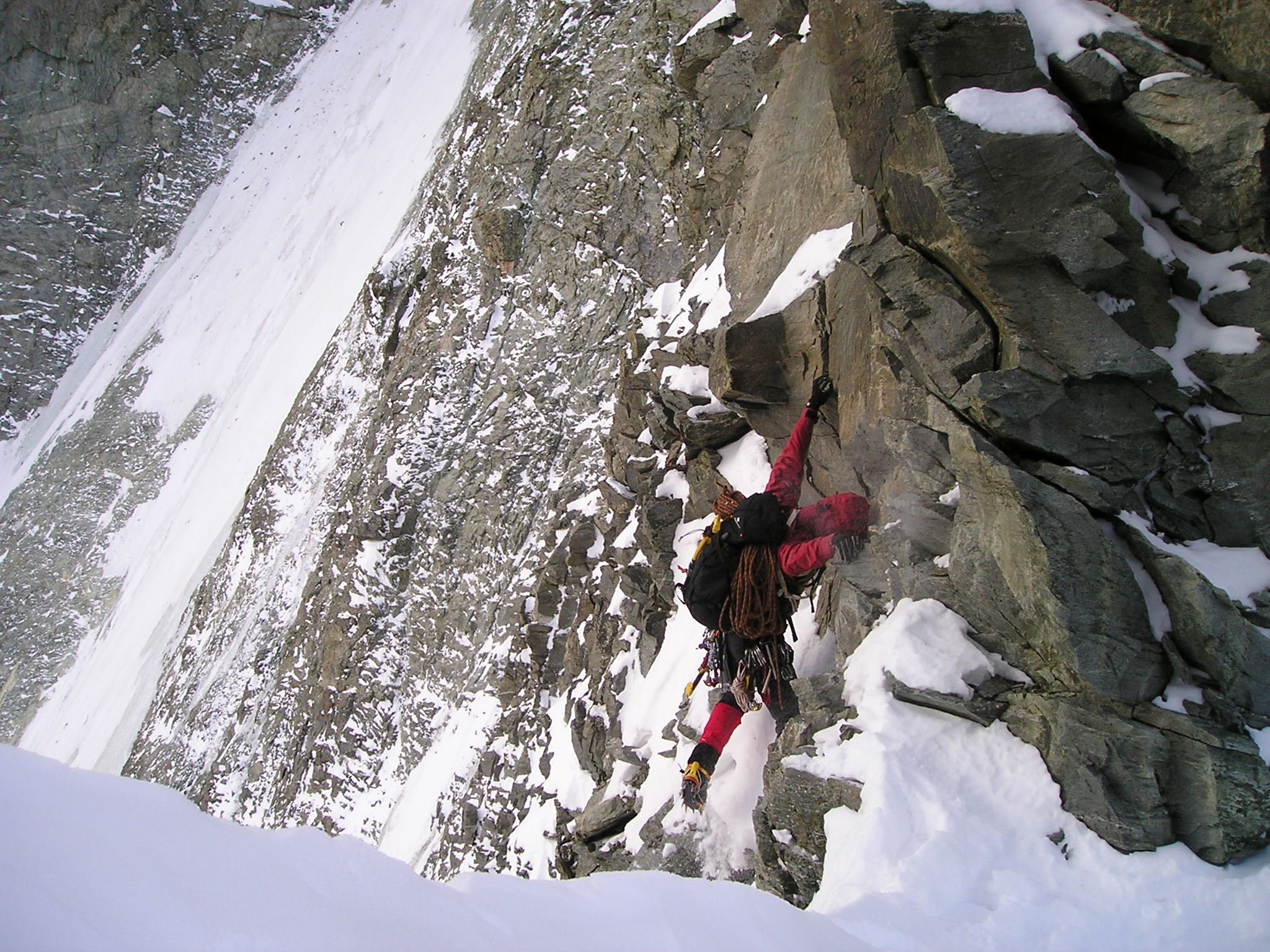
Восхождение по гребню Цмутт (высота около 3900 метров над уровнем моря)

Первое восхождение по гребню Цмутт было совершено английским альпинистом Альбертом Фредериком Маммери совместно с горными гидами Александером Бургенером, Августином Джентинетта и Иоганном Петрусом 3 сентября 1879 года. Первое одиночное восхождение по гребню Цмутт состоялось в 1906 году (Ганс Пфанн), первое зимнее восхождение совершили Х. Массон и Е. Петрик 25 марта 1948 года.
Последним из гребней был пройден Фургген, считающийся самым сложным. 18 июля 1880 года, на следующий год после удачного восхождения по гребню Цмутт, Маммери предпринял попытку восхождения по Фурггену совместно с А. Бургенером и Бенедиктом Венетцем, однако не смог пройти его верхнюю часть. Первое удачное восхождение было совершено спустя более чем 30 лет после его попытки, 4 сентября 1911 года, Марио Пьяченцой, Ж.-Ж. Каррелем и Жозефом Гаспаром. Их восхождение не было полностью прямым — в верхней части гребня они ушли на южную стену. Прямое восхождение по гребню Фургген совершили итальянец Альфредо Перино с гидами Луи Каррелем и Джакомо Чиаррой 23 сентября 1941 года.
В 1985 году Марко Бармассе совершил первое одиночное последовательное прохождение всех гребней. Он начал с восхождения по гребню Фургген (что стало первым одиночным восхождением на этот гребень), спустился по гребню Хёрнли, пересёк северную стену у её подножия, затем совершил восхождение по гребню Цмутт и завершил маршрут спуском по гребню Лион. Прохождение всего маршрута заняло у него около 15 часов.
Рекорд по скорости восхождения на Маттерхорн принадлежит испанцу Килиану Жорнету. 21 августа 2013 года он сумел подняться на вершину Маттерхорна за 1 час 56 минут из Брёй-Червиния по гребню Лион. Весь маршрут занял у него 2 часа 52 минуты. Предыдущий рекорд, принадлежавший итальянцу Бруно Бруноду, составлял 2 часа 10 минут на восхождение и 3 часа 15 минут на всю дистанцию по тому же маршруту и был установлен в 1995 году.
27 августа 2018 года швейцарский горный гид Андреас Штайндль (Andreas Steindl) установил рекорд в скорости восхождения от Церматта на вершину по гребню Хёрнли: 2 часа и 38 минут.
14 сентября 2018 года швейцарский гид Андреас Штайндль (Andreas Steindl) и итальянский альпинист Француа Казанелли (François Cazzanelli) установили рекорд восхождения на Маттерхорн и спуск с вершины по всем четырем гребням горы за 16 часов и 4 минуты.

##### Восхождения по стенам
Первое восхождение по западной стене совершили Уильям Пенхолл с гидами Фердинандом Имсенгом и Луи Цурбрюккеном 3 сентября 1879 года, однако их восхождение не было прямым. Они частично повторили маршрут группы Маммери по гребню Цмутт и достигли вершины спустя час после них. Первое полное прямое прохождение западной стены состоялось 13 августа 1962 года Ренато Дагуином и Джиованни Оттином. В январе 1978 года семеро итальянских гидов совершили первое зимнее восхождение по западной стене по маршруту Дагуина и Оттина (одновременно это стало вторым восхождением по этому маршруту). На обратном пути группа попала в снежный шторм, один из альпинистов погиб.
15 октября 1931 года Энцо Бенедетти с гидами Морисом Биком и Луи Каррелем совершили первое восхождение по южной стене. В следующем году, 18—19 сентября 1932 года, Энцо Бенедитти и Дж. Маззотти с гидами Луи и Люсьеном Каррелями, Морисом Биком и Антуаном Гаспаром совершили первое восхождение по восточной стене. 26 апреля 1959 года С. Биель и И. Ностовски совершили первое зимнее восхождение по восточной стене.
Северная стена, считающаяся одной из самых сложных и известных стен в Альпах (наряду с северными стенами Эйгера и Гранд-Жораса; эти три стены также известны под названием «Трилогия»), была впервые пройдена братьями Францем и Тони Шмидами 31 июля—1 августа 1931 года. Их восхождение для многих стало неожиданностью, так как они до последнего держали свой план попытки восхождения на Маттерхорн по северной стене в секрете. За это восхождение Тони и Франц получили Олимпийский приз за альпинизм на Летних олимпийских играх 1932 года. 23 июля 1959 года Д. Марчарт совершил первое одиночное восхождение по северной стене. Первое зимнее восхождение по северной стене совершили Хилти вон Аллмен и Поль Эттер 3—4 февраля 1962 года, а 22 февраля 1965 года Вальтер Бонатти совершил первое зимнее восхождение в одиночку. Это восхождение заняло у него 5 дней. В этом же году Иветта Воше стала первой женщиной, поднявшейся на Маттерхорн по северной стене. Она совершила восхождение совместно со своим мужем Мишелем 14 июля 1965 года, ровно через 100 лет после первого восхождения на Маттерхорн.

## Туристские маршруты

### Альпинизм
Каждый год до 3000 человек пытаются взойти на вершину Маттерхорна. Большая часть (около 70 %) выбирает классический маршрут по гребню Хёрнли, 25 % альпинистов совершают восхождения по гребню Лион. Гребни Хёрнли и Лион являются самыми простыми маршрутами восхождений и имеют категорию III по классификации UIAA либо AD по классификации IFAS. Остальные гребни и стены имеют категории IV и выше (D и выше), и на них приходится всего около 5 % всех восхождений. При этом все гребни и стены являются проходимыми для современных альпинистов.
Ежегодно несколько альпинистов погибает при восхождениях на вершину. С 1981 года по 2011 год погибли 223 альпиниста, большая часть которых (203 человека) разбилась при падении. Также были зафиксированы смерти в результате камнепадов и обморожений. Всего же за всё время на Маттерхорне погибло более 500 человек. В сравнении с другими альпийскими вершинами Маттерхорн является самой смертоносной.

#### Гребень Хёрнли
Восхождение по гребню Хёрнли считается классическим маршрутом и повторяет путь первовосходителей. Маршрут начинается в приюте Хёрнли на высоте 3260 метров над уровнем моря в нескольких километрах к юго-западу от Церматта. В приют можно попасть пешком либо от станции гондольного подъёмника возле озера Шварцзе, либо напрямую из Церматта. Приют был построен Швейцарским альпийским клубом в 1880 году. В 2013 году его закрыли на реконструкцию к празднованию 150-летия первого восхождения на Маттерхорн. Открытие обновлённого приюта состоялось в июле 2015 года.
На высоте 4003 метра на гребне Хёрнли расположен приют Сольве, названный в честь его основателя Эрнеста Сольве. Приют рассчитан на 10 человек, оборудован радиотелефоном и используется только в экстренных случаях.
Восхождение по гребню Хёрнли имеет классификацию III/AD и занимает в среднем 5—6 часов, столько же времени может потребоваться на спуск. В основном восхождение проходит по гребню с периодическими выходами на восточный склон. До приюта Сольве восхождение занимает около 3 часов, столько же потребуется на остаток пути. По всему маршруту восхождения в наиболее крутых местах протянуты верёвки. В конце восхождения возможны обледеневшие участки. Маршрут выводит на Швейцарскую вершину.

#### Гребень Лион
Восхождение по гребню Лион называют классическим маршрутом восхождения с итальянской стороны. Маршрут начинается на высоте 3825 метров в приюте Каррель, который был назван по имени одного из авторов первого восхождения со стороны Италии Жана-Антуана Карреля. Приют расположен за перевалом Коль-дю-Лион. Путь до приюта уже является довольно сложным и оценивается категорией III/AD при благоприятных погодных условиях.
Восхождение от приюта до вершины занимает около 5 часов и имеет категорию III/AD (по другим оценкам, III+/AD+). На всём протяжении маршрута в наиболее трудных местах протянуты верёвки. Восхождение практически повторяет маршрут первовосходителей с проходом ступеней гребня и пика Тиндаль. Маршрут выводит на Итальянскую вершину. Чтобы достичь наиболее высокой части Маттерхорна, необходимо после Итальянской вершины пройти по короткому 90-метровому гребню к Швейцарской вершине. Спуск по гребню Лион занимает примерно такое же время, как и подъём.

#### Гребень Цмутт
Восхождение по гребню Цмутт обычно начинают либо из приюта Хёрнли на гребне Хёрнли, либо из приюта Щёнбиль возле северного подножия вершины у ледника Цмутт на высоте 2694 метра. До приюта можно добраться пешком от станции гондольного подъёмника возле озера Шварцзе. В зависимости от стартовой точки, восхождение занимает либо 7 часов (приют Хёрнли), либо 10 часов (приют Щёнбиль). Восхождение по гребню Цмутт имеет категорию IV/D.
От приюта Хёрнли первоначально необходимо пересечь основание северной стены до ледника Маттерхорн, а затем по леднику выйти на гребень на высоте около 3600 метров. Далее восхождение идёт непосредственно по гребню. На гребне периодически встречаются снежные участки. На высоте около 4200 метров на гребне находится практически вертикальный участок под названием «Нос Цмутт». Он очень сложен для восхождения и, поэтому, редко проходится по прямой. Обычно его обходят по стене — перед «носом» есть контрфорс, называемый «Галереей Карреля», который уводит на западную стену. Общее время восхождения от ледника Маттерхорн занимает около 5 часов. Спуск рекомендуется делать по гребням Хёрнли или Лион. До 2001 года в нижней части гребня существовал приют «Лонца», который был уничтожен лавиной.

#### Гребень Фургген
Гребень Фургген является технически наиболее сложным гребнем для восхождения и доступен только опытным альпинистам. Восхождение по гребню начинается от бивуака Босси, который расположен на высоте 3345 метров над уровнем моря. Восхождение по гребню Фургген имеет классификацию V+/TD и совершается в среднем за 7 часов непосредственно от бивуака Босси (ещё около 4 часов потребуется, чтобы достичь приюта из Брёй-Червиния). Гребень Фургген достаточно крутой на всём протяжении (средняя крутизна составляет 43,5°), а перед вершиной становится практически вертикальным, переходя в три большие каменные скалы, стоящие одна над другой.
|                                   |                             |                                 |                                 |
| Хёрнли (северо-восточный гребень) | Лион (юго-западный гребень) | Цмутт (северо-западный гребень) | Фургген (юго-восточный гребень) |

#### Восхождения по стенам
Все без исключения стены Маттерхорна являются сложными для восхождения в техническом плане и достаточно редко проходятся даже современными альпинистами. По оценкам UIAA, восхождения по стенам имеют классификацию V и V+ (TD и TD+ по версии IFAF) и продолжаются более 10 часов. Наибольшую известность имеет северная стена Маттерхорна, наряду с северными стенами Эйгера и Гранд-Жораса составляющая «Трилогию». Восхождение по северной стене Маттерхорна не является экстремально сложным технически, однако определённые трудности для ориентирования и вероятность камнепадов делают его достаточно опасным.
|        | Маршрут   | Стартовая точка                  | Среднее время восхождения | Категория сложности |
| ------ | --------- | -------------------------------- | ------------------------- | ------------------- |
| Гребни | Хёрнли    | Приют Хёрнли                     | 5-6 часов                 | III/AD              |
| Гребни | Лион      | Приют Каррель                    | 5 часов                   | III/AD (III+/AD+)   |
| Гребни | Цмутт     | Приют Хёрнли (или приют Щёнбиль) | 7 часов (10 часов)        | IV/D                |
| Гребни | Фургген   | Бивуак Босси                     | 7 часов                   | V+/TD               |
| Стены  | Северная  | Приют Хёрнли                     | 14 часов                  | V/TD                |
| Стены  | Западная  | Приют Щёнбиль                    | 12 часов                  | V+/TD               |
| Стены  | Южная     | Приют Дуча дельи Абруцци         | 15 часов                  | V+/TD+              |
| Стены  | Восточная | Приют Хёрнли                     | 14 часов                  | V/TD                |

### Другие виды туризма
Помимо восхождений, в регионе существует ряд пешеходных маршрутов. Один из самых протяжённых маршрутов длиной около 150 километров огибает вершину со всех сторон, начинаясь и заканчиваясь в Церматте. В отличие от восхождений, для прохождения данного маршрута не требуется наличия специальных технических навыков. Также можно подняться к основанию вершины и его ледникам на подъёмниках либо пешком.

## Маттерхорн в массовой культуре

### В изобразительном искусстве

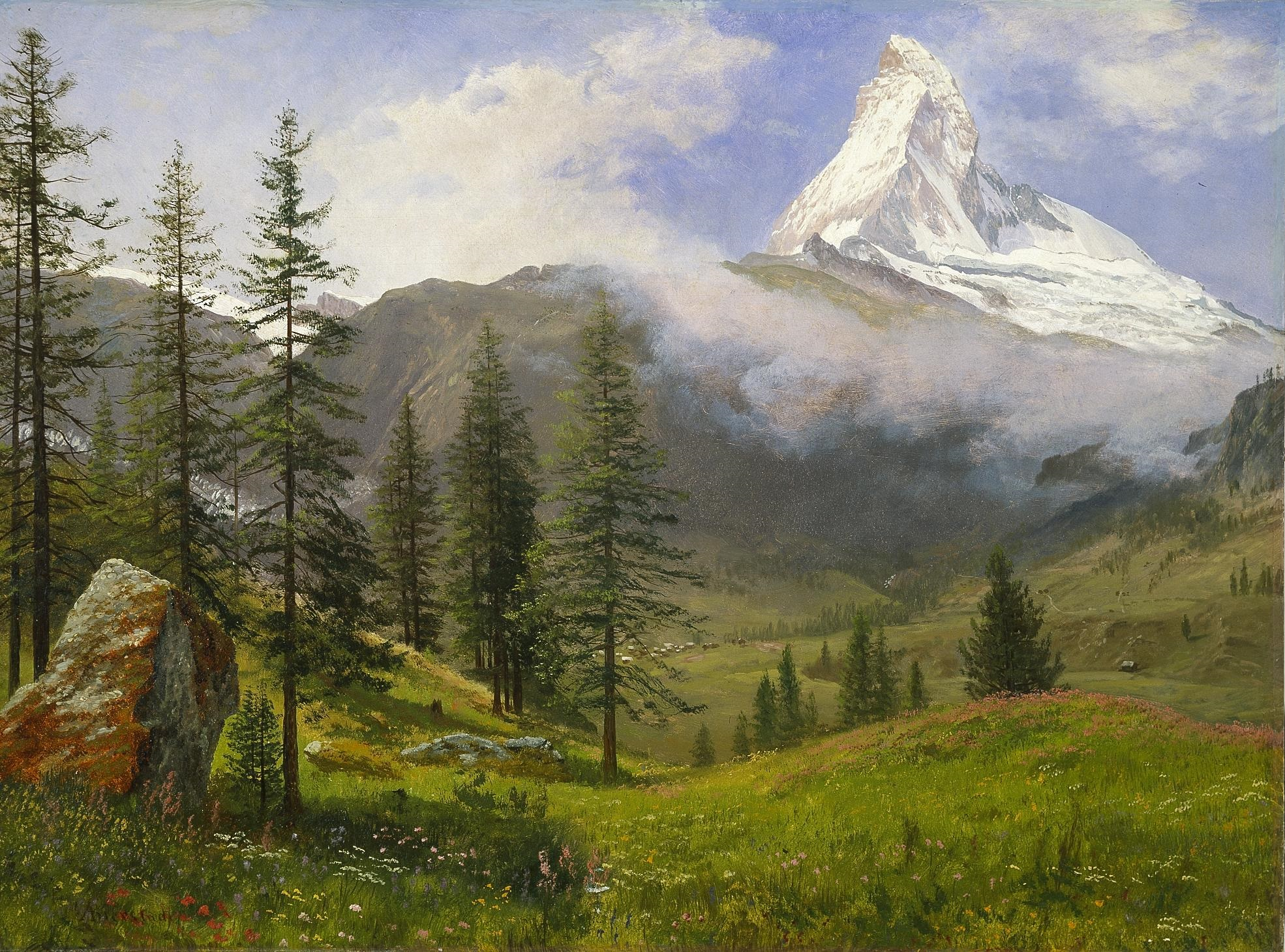
Картина Альберта Бирштадта «Маттерхорн» («The Matterhorn», 1867 год)

Одними из первых изображений Маттерхорна, получившими широкую известность, стали работы английского художника Джона Рёскина «Маттерхорн» («The Matterhorn», 1849 год, карандаш, акварель), опубликованные им в сборнике «Современные художники» (Modern Painters) в 1856 году. Работы Рёскина произвели сильное впечатление на образованную элиту Англии и повысили интерес к вершине. Хотя Рёскин ни разу не предпринимал попыток взойти на Маттерхорн, он сумел очень точно отразить все особенности вершины, изучая её с разных сторон. Эдуард Уимпер, рассматривая картины Рёскина, отметил, что на рисунках присутствуют многие детали поверхности, которые обычный художник-график отбросил бы. По его словам, только человек, который соприкасался с вершиной и пытался на неё подняться, смог бы так точно всё передать.
Во второй половине XIX века американский пейзажист Альберт Бирштадт, путешествуя по Европе, неоднократно посещал Швейцарию. В этот период он сделал несколько рисунков Альп, и Маттерхорна в частности. Маттерхорн он изображал с большого расстояния, окружённым облаками. В 1867 году Бирштадт написал картину «Маттерхорн» («The Matterhorn», холст, масло, музей искусств Далласа), а в 1875 году — «Рассвет на Маттерхорне» («Sunrise on the Matterhorn», холст, масло, Метрополитен-музей).

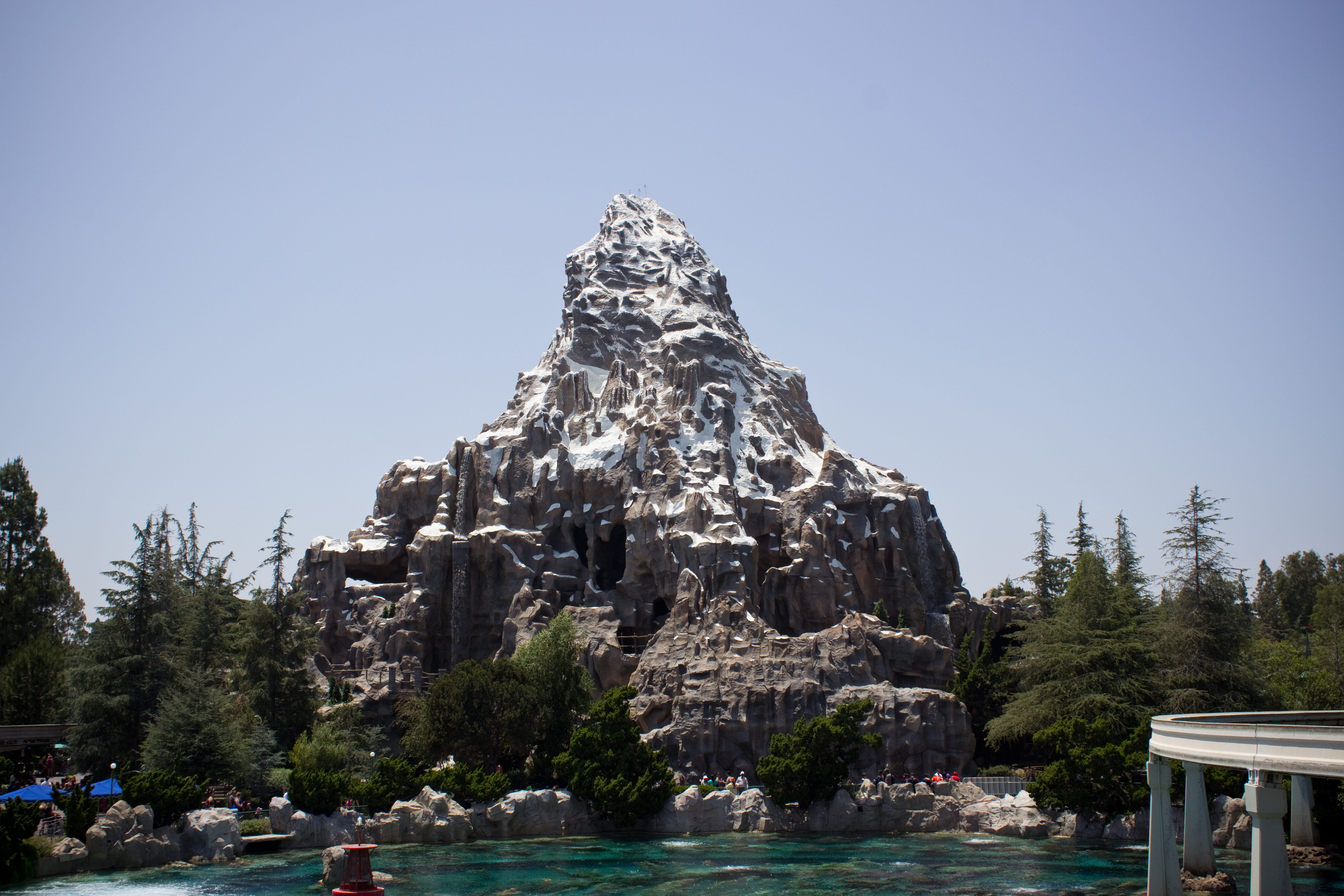
Matterhorn Bobsleds (Диснейленд)

### Реплики Маттерхорна
Наиболее известная реплика Маттерхорна расположена в парке Диснейленд в Анахайме, США. Данная конструкция представляет собой аттракцион под названием Matterhorn Bobsleds высотой 80 футов и относится к категории американских горок. Идея данного аттракциона пришла в голову Уолту Диснею во время его пребывания в Швейцарии на съёмках фильма о вершине под названием Третий человек на горе. Дисней был настолько восхищён красотой Маттерхорна, что решил воплотить его в парке. Открытие аттракциона состоялось 14 июня 1959 года.
Реплики Маттерхорна присутствуют также в ряде тематических парков в разных странах мира: Фрайар-парк, Великобритания (копия Маттерхорна из песчаника), швейцарский парк миниатюр, парк Окно в мир, Китай, международный ботанический сад в штате Юта, США.
В 2010 году в исследовательской лаборатории IBM в Цюрихе на демонстрации новой методики нанолитографии (которая потенциально может заменить электронную литографию) была создана миниатюрная трёхмерная копия Маттерхорна в масштабе 1:5 000 000 000 высотой 25 нанометров.

### В кинематографе
В 1928 году, в период повышенного интереса к фильмам альпинистской тематики (1920—1930 года), вышел фильм «Der Kampf ums Matterhorn» («Сражение за Маттерхорн») производства Швейцарии и Германии о противостоянии английских и итальянских альпинистов за первовосхождение на Маттерхорн. Это было немое кино итальянских режиссёров Марио Боннарда и Нунцио Маласоммы. Главную роль в фильме исполнил немецкий актёр Луис Тренкер, сыгравший Эдуарда Уимпера. Через 10 лет, в 1938 году, Тренкер уже в качестве режиссёра выпустил 2 ремейка этого фильма, «The Challenge» (Англия) и «Der Berg ruft!» (Германия). В обоих фильмах Тренкер сыграл роль Жана-Антуана Карреля.
В 1947 году американский режиссёр Ирвинг Аллен снял короткометражный документальный фильм «Climbing the Matterhorn» («Восхождение на Маттерхорн»). Фильм Аллена в 1948 году получил премию «Оскар» в номинации «Лучший короткометражный фильм, снятый вживую на 2 бобины».
В 1959 году кинокомпания Walt Disney Pictures сняла фильм «Third Man on the Mountain» («Третий человек на горе») о молодом швейцарском альпинисте, покорившем гору, на которой погиб его отец. Режиссёром фильма стал англичанин Кен Эннакин, главные роли исполнили Майкл Ренни и Джеймс Маккартур.
В 2015 году, в честь празднования 150-летия со дня первого восхождения на вершину, прошли съёмки фильма «Im Banne des Berges». Премьера фильма прошла 28 марта 2015 года в Швейцарии. Главные роли в фильме исполняют профессиональные альпинисты.

### В музыке
На обложке альбома Construction Time Again (1983 год) группы Depeche Mode изображен рабочий в фартуке и с кувалдой в швейцарских Альпах на фоне Маттерхорна. Автором фотографии является Брайан Гриффин, общий дизайн обложки был сделан Мартином Аткинсом.

### Музей Маттерхорна в Церматте

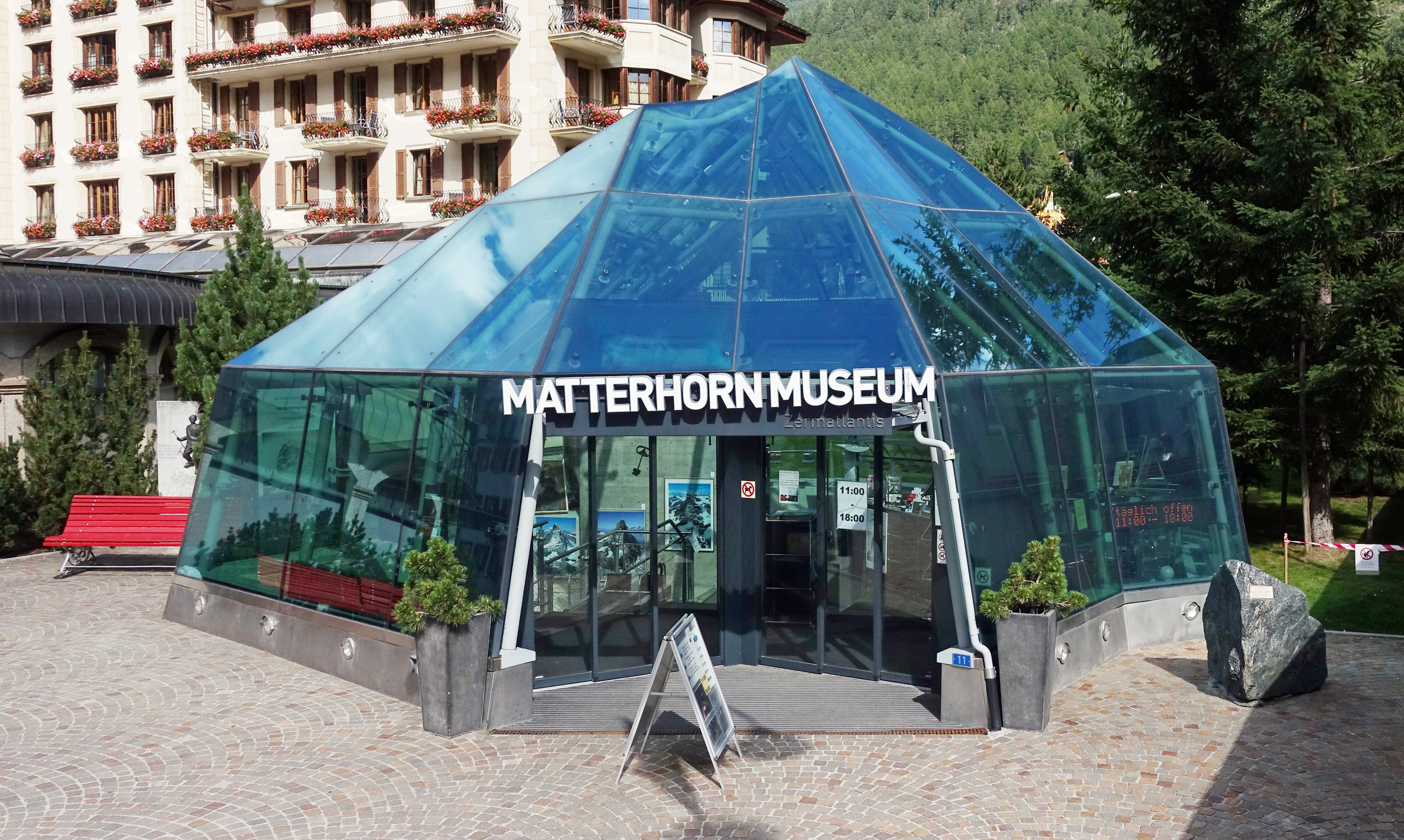
Вход в музей Маттерхорна

Музей Маттерхорна в Церматте посвящён истории общины периода XIX—XX веков, включая историю покорения вершины. Вход в музей выполнен в виде миниатюрной копии вершины. Среди экспонатов музея присутствуют фрагмент верёвки, обрыв который послужил причиной смерти четверых альпинистов во время первого успешного восхождения на вершину, рисунки, фотографии о вершине и альпинистах. В 1993 году швейцарский астронавт Клод Николье взял с собой в полёт на «Индевор STS-61» 2 камня с поверхности Маттерхорна. После его возвращения один из камней был возвращён на вершину, а второй был помещён в музей.

### Маттерхорн как товарный знак

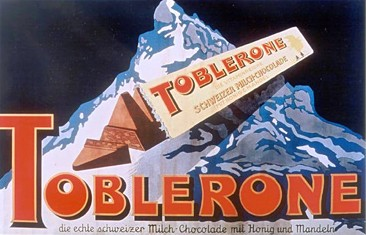
Логотип Toblerone

Производитель швейцарского шоколада Toblerone использует эмблему горы Маттерхорн на своих упаковках. Из-за необычной формы шоколада многие считают, что вершина вдохновила создателя шоколада, хотя, по его утверждению, прототипом шоколада послужило выступление в парижском кабаре Фоли-Бержер, участницы которого выстраиваются в пирамиду в конце шоу. Логотип Маттерхорна появился на упаковке только в 2000 году.
В 2004 году была выпущена памятная золотая монета достоинством 50 швейцарских франков с изображением Маттерхорна.